# Joe Wilson (amerykański polityk)
Joe Wilson, właśc. Addison Graves Wilson Sr. (ur. 31 lipca 1947) – amerykański polityk, członek Partii Republikańskiej. Od 2001 roku jest przedstawicielem drugiego okręgu wyborczego w stanie Karolina Południowa do Izby Reprezentantów Stanów Zjednoczonych.

## Odznaczenia
- Order Księcia Jarosława Mądrego II klasy (Ukraina, 2023)[1]